# TER Languedoc-Roussillon
A TER Languedoc-Roussillon egy regionális vasúthálózat Franciaországban, a Languedoc-Roussillon régióban.

## TER hálózat

### Vasút
| Járat                                   | Útvonal | Gyakoriság | Megjegyzés                                       |
| --------------------------------------- | --- | --- | ------------------------------------------------ |
| 1                                       | Narbonne ... Béziers ... Agde ... Sète - Frontignan ... Montpellier-Saint-Roch ... Lunel ... Nîmes ... Tarascon - Avignon-Centre | |                                                  |
| 2                                       | Perpignan - Narbonne - Béziers - Agde - Sète - Frontignan† - Montpellier-Saint-Roch - Lunel† - Nîmes - Tarascon - Avignon-Centre | | expressz szolgáltatás az 1-es és az 5-ös vonalon |
| 3                                       | Narbonne - Béziers - Agde - Sète - Frontignan† - Montpellier-Saint-Roch - Lunel† - Nîmes - Tarascon - Arles - Miramas ... Marseille-Saint-Charles | |                                                  |
| 4                                       | Toulouse-Matabiau - Labège-Innopole† - Villefranche-de-Lauragais - Castelnaudary - Bram - Carcassonne - Lézignan-Corbières - Narbonne | 6x naponta Narbonne–Toulouse között, 3x naponta Narbonne–Castelnaudary között, 5x naponta Narbonne–Carcassonne között, a további vonatokat Carcassonne és Toulouse között lásd a TER Midi-Pyrénées 20-as vonalánál |                                                  |
| 5                                       | Portbou - Cerbère ... Perpignan ... Narbonne | |                                                  |
| 6                                       | Latour-de-Carol-Enveitg - Béna Fanès - Ur-Les Escaldes - Bourg-Madame - Osséja - Sainte-Léocadie - Err - Saillagouse - Estavar - Font-Romeu-Odeillo-Via - Bolquère-Eyne - Mont-Louis-La Cabanasse - Planès - Sauto - Fontpédrouse-Saint-Thomas-les-Bains - Thuès-Entre-Valls - Thuès-les-Bains - Nyers - Olette-Canaveilles-les-Bains - Joncet - Serdinya - Villefranche-Vernet-les-Bains ... Perpignan | |                                                  |
| 7                                       | Alès ... Bessèges | |                                                  |
| 8                                       | Nîmes ... Vauvert ... Le Grau-du-Roi | |                                                  |
| 9                                       | Clermont-Ferrand ... Brioude ... Langeac ... Génolhac ... Alès ... Nîmes | |                                                  |
| 11                                      | Carcassonne - Couffoulens-Leuc - Verzeille - Pomas - Limoux-Flassian - Limoux - Alet-les-Bains - Couiza-Montazels - Espéraza - Campagne - Quillan | 2x naponta Carcassonne–Quillan között, 4x naponta Carcassonne–Limoux között |                                                  |
| 13                                      | Mende ... Marvejols ... Saint-Chély-d'Apcher | |                                                  |
| 14                                      | Mende ... La Bastide-Saint-Laurent ... Alès | |                                                  |
| † Nem minden vonat áll meg az állomáson | | |                                                  |

### Busz
- Montpellier-Saint-Affrique

## Állomások listája
Ez a lista az állomásokat sorolja fel ábécé sorrendben.

## Vasúti járművek

### Motorvonatok
- Ligne de Cerdagne
  - SNCF Z 100 sorozat
  - SNCF Z 150 sorozat
  - SNCF Z 200 sorozat
- SNCF Z 7300 sorozat
- SNCF X 2200 sorozat (ismert még mint: X 92200)
- SNCF X 4500 sorozat
- SNCF X 72500 sorozat
- SNCF X 73500 sorozat
- SNCF B 81500 sorozat
- SNCF Z 27500 sorozat

### Mozdonyok
- SNCF BB 7200 sorozat
- SNCF BB 8500 sorozat
- SNCF BB 9300 sorozat
- SNCF BB 9600 sorozat